# Fresneaux-Montchevreuil

Fresneaux-Montchevreuil este o comună în departamentul Oise, Franța. În 1 ianuarie 2018 avea o populație de 755 de locuitori.